# Шлиссельбургский мост
Шлиссельбу́ргский мост — автодорожный железобетонный арочный мост через Обводный канал в Центральном/Невском районе Санкт-Петербурга, соединяет Монастырский остров и левый берег Обводного канала. В 1992 году мост был признан памятником градостроительства и архитектуры регионального значения. В 2015 году была проведена государственная историко-культурная экспертиза, обосновывающая исключение моста из реестра объектов культурного наследия. Однако по состоянию на сентябрь 2021 года мост по-прежнему числится в Едином государственном реестре и в списках КГИОП как объект культурного наследия России регионального значения.

## Расположение
Расположен по оси проспекта Обуховской Обороны, у истока Обводного канала. Рядом с мостом расположены Александро-Невская Лавра и Никольское кладбище.
Ниже по течению находится Атаманский мост.
Ближайшие станции метрополитена — «Площадь Александра Невского-1», «Площадь Александра Невского-2».

## Название
Первоначально, с 1828 года, мост именовался Заводским поскольку поблизости, на левом берегу канала, располагался Императорский стеклянный завод. С 1836 по 1846 годы употреблялось название Шлиссельбургский мост, по Шлиссельбургскому тракту (современный проспект Обуховской Обороны). В 1849 году появилось название Ново-Архангельский мост, просуществовавшее до 1868 года. Оно варьировалось: Архангельский, Архангелогородский; последний вариант употреблялся с 1860 по 1929 годы. Происходило оно оттого, что иногда Шлиссельбургский тракт называли Архангелогородским. В 1930-е годы стихийно возвратилось название Шлиссельбургский мост.

## История
В 1832—1833 годах на месте существовавшего с 1820-х годов деревянного моста был построен деревянный арочный мост на устоях из бутового камня по типовому проекту, составленному инженером П. П. Базеном для мостов Обводного канала с притоками. Во второй половине XIX века мост находился в ведении Министерства путей сообщения. В 1885 году Петербургским округом путей сообщения мост был передан Городской управе.
В 1886 году по проекту и под наблюдением инженера М. Ф. Андерсина мост капитально перестроен. Дощато-арочная система мостовых ферм была заменена брусчато-арочной, проезжая часть уширена на 1,95 м, и мост был поднят на 0,61 м (с возвышением гранитных береговых устоев). Пролётное строение состояло из 8 дубовых в три бруса арок. Перильные ограждения на устоях были чугунные, на пролётном строении — железные. Длина моста составляла 39,8 м, пролёт между гранями устоев 21,2 м, ширина — 11,1 м (ширина проезжей части 9,56 м и два тротуара по 0,75 м). На мосту был уложен один путь пригородной паровой конки. В 1914 году рядом со старым мостом был построен новый деревянный трехпролётный мост подкосной системы, предназначенный для трамвайного движения. Длина моста составляла 39,9 м, ширина — 14,3 м. В 1917 году по нему было пущено трамвайное движение. В 1920 году мост сгорел от искры парового трамвая. В 1922 году мост был восстановлен, но из-за возросшего движения транспорта и недостаточной ширины проезжей части возникла необходимость в реконструкции и расширении моста.
В 1928—1929 годах мост был заменён однопролётным арочным со сплошным железобетонным сводом. Авторы проекта — инженеры Б. Д. Васильев и О. Е. Бугаева. В 1997 году произведён ремонт пролётного строения с заменой гидроизоляции.
В июле 2014 года СПб ГКУ «Дирекция транспортного строительства» объявило конкурс на разработку проектной документации по реконструкции Шлиссельбургского моста, победителем стал проектный институт «Ленгипроинжпроект».

## Конструкция
Мост однопролётный железобетонный арочный. Пролётное строение состоит из 9 железобетонных арок, проезжая часть опирается на арки посредством железобетонных колонн. Толщина плиты проезжей части — 15 см. Устои моста бетонные, на свайных основаниях. Мост косой в плане, угол косины составляет 77°. Расчетный пролет арок L=20 м и стрела f=3,25 м. Общая ширина моста составляет 24 м, длина моста — 27,2 (34,8) м.
Мост предназначен для движения трамваев, автотранспорта и пешеходов. Проезжая часть моста включает в себя 6 полос для движения автотранспорта (в том числе 2 трамвайный пути). Покрытие проезжей части и тротуаров — асфальтобетон. На мосту установлено железобетонное перильное ограждение. Тротуары отделены от проезжей части бетонными парапетами.